# Sanford, Manitoba
Sanford är en ort i Kanada.   Den ligger i provinsen Manitoba, i den sydöstra delen av landet, 1 700 km väster om huvudstaden Ottawa. Sanford ligger 236 meter över havet och antalet invånare är 852.
Terrängen runt Sanford är mycket platt. Runt Sanford är det mycket glesbefolkat, med 4 invånare per kvadratkilometer.. Det finns inga andra samhällen i närheten. 
Trakten runt Sanford består till största delen av jordbruksmark.